# Hypotheses non fingo
Hypotheses non fingo, "Ik verzin geen hypotheses", is een beroemde uitspraak van Isaac Newton.
Sommige wetenschapstheoretici hebben Newton om deze uitspraak bekritiseerd, want wetenschap kan niet zonder hypothesen.
Newton bedoelde met zijn uitspraak dat hij niet luchthartig hypothesen opperde. Hij wilde pas een theorie formuleren als deze ondersteund kon worden door waargenomen feiten. Met zijn boek de Principia bestreed Newton Descartes en zijn theorie van hypothetische wervels.
Ook wordt wel aangenomen dat Newton impliceerde dat – als het feitenmateriaal een theorie zoals die van de zwaartekracht ondersteunt – men zich niet moet overgeven aan vruchteloze speculaties over wat de oorzaak van deze natuurwet is.